# شارلوت لويس (لاعبة كرة سلة)
شارلوت لويس (بالإنجليزية: Charlotte Lewis)‏ (و. 1955 – 2007 م) هي لاعبة كرة سلة أمريكية، ولدت في شيكاغو، شاركت في الألعاب الأولمبية الصيفية 1976، ودورة الألعاب الأمريكية 1975، والألعاب الجامعية الصيفية 1977، وكأس العالم لكرة السلة للنساء 1975، مركز لعبها هو وسط، توفيت في كانزاس سيتي، ميزوري، عن عمر يناهز 52 عاماً.

## التعليم
تعلمت في جامعة ولاية إلينوي
.

## روابط خارجية
- شارلوت لويس على موقع الاتحاد الدولي لكرة السلة (الإنجليزية)
- شارلوت لويس على موقع سبورتس رفرنس (الإنجليزية)
- شارلوت لويس على موقع أوليمبيديا (الإنجليزية)